# 제1차 사이온지 내각
제1차 사이온지 내각(일본어: 第1次西園寺内閣)은 입헌정우회 총재 사이온지 긴모치가 제12대 내각총리대신으로 임명되어, 1906년 1월 7일부터 1908년 7월 14일까지 존재한 일본의 내각이다.

## 재직 기간
- 1906년(메이지 39년) 1월 7일 ~ 1908년(메이지 41년) 7월 14일
- 재직 일수 : 920일

## 같이 보기
- 게이엔 시대